# Municipio de Posey (condado de Switzerland)
El municipio de Posey (en inglés: Posey Township) es un municipio ubicado en el condado de Switzerland en el estado estadounidense de Indiana. En el año 2010 tenía una población de 1779 habitantes y una densidad poblacional de 16,83 personas por km².

## Geografía
El municipio de Posey se encuentra ubicado en las coordenadas 38°51′17″N 84°52′15″O / 38.85472, -84.87083. Según la Oficina del Censo de los Estados Unidos, el municipio tiene una superficie total de 105.73 km², de la cual 101.48 km² corresponden a tierra firme y (4.01%) 4.24 km² es agua.

## Demografía
Según el censo de 2010, había 1779 personas residiendo en el municipio de Posey. La densidad de población era de 16,83 hab./km². De los 1779 habitantes, el municipio de Posey estaba compuesto por el 97.7% blancos, el 0.51% eran afroamericanos, el 0.45% eran amerindios, el 0.06% eran asiáticos, el 0.11% eran isleños del Pacífico, el 0.79% eran de otras razas y el 0.39% pertenecían a dos o más razas. Del total de la población el 1.18% eran hispanos o latinos de cualquier raza.